# WarnerMedia
 (транскр.  Ворнер мидија, Ел-Ел-Си) био је амерички међународни мас-медијски и забавни конгломерат у власништву AT&T и са седиштем у Њујорку. Првобитно је основан 1990. године као Time Warner, из спајања Time Inc. и Warner Communications. Предузеће врши филмске, телевизијске и кабловске операције, са својом имовином, укључујући WarnerMedia Entertainment (који се састоји од забавних средстава Turner, HBO, Otter Media и Cinemax, као и стриминг услуга HBO Max), WarnerMedia News & Sports (која се састоји од информативних и спортских средстава Turner, као и AT&T SportsNet) и Warner Bros. (који се састоји од филмских, анимацијских и телевизијских студија, DC Comics, New Line Cinema, породичних средстава Turner и 50% интереса које дели са конгломератом ViacomCBS у телезијској мрежи The CW).
AT&T је 22. октобра 2016. године најавио понуду да аквизира Time Warner за 108,7 милијарди долара (укључујући претпостављени дуг Time Warner). Предложено спајање потврђено је 12. јуна 2018. године, након што је AT&T добио антитрастовску тужбу коју је америчко Министарство правде покренуло 2017. године како би покушало да блокира аквизицију. Спајање се затворило два дана касније, а предузеће је постало подружница предузећа AT&T.
Упркос одвајања Time Inc. 2014. године, предузеће је задржало име Time Warner до AT&T аквизиције 2018. године, након чега је постао WarnerMedia. Ранија средстава предузећа су укључивала Time Inc., TW Telecom, AOL, Time Warner Cable, Warner Books и Warner Music Group; ове операције су или продате другима или покренута као независна предузећа. Компанија је рангирана на 98. месту на листи Fortune 500 највећих америчких корпорација у 2018. години по укупном приходу.

## Јединице

### 
WarnerMedia Entertainment and Direct-to-Consumer, такође се назива само WarnerMedia Entertainment, је одсек забавних телевизија WarnerMedia. Одсек је задужен за HBO, Cinemax, TBS, TNT, TruTV и дигитално медијско предузеће Otter Media.
Одсек надгледа информативна (CNN, CNN International, CNN en Español, CNN Airport Network и HLN) и спортска (Turner Sports, Bleacher Report, AT&T SportsNet, MLB Network и операције NBA TV). News & Sports предводи председавајући и CNN Worldwide председник Џеф Цукер.
Warner Bros. послови укључују дугометражне филмове и телевизију, продукцију за кућну забаву, светску дистрибуцију кућних видеа, дигиталну дистрибуцију, анимацију, стрипове, лиценцирање и међународне биоскопе и радиодизузију. Реорганизацијом 4. марта 2019. године, Warner Bros. је створио нову јединицу Global Kids & Young Adults за долазна средства Cartoon Network, Adult Swim и Boomerang, која су пребачена из Turner Broadcasting System. Warner Bros. је такође добио надзор над Turner Classic Movies и привремено смештен Otter Media, док није пребачено на WarnerMedia Entertainment у мају 2019. године.